# Xã Bear Lake, Quận Kalkaska, Michigan
Xã Bear Lake (tiếng Anh: Bear Lake Township) là một xã thuộc quận Kalkaska, tiểu bang Michigan, Hoa Kỳ. Năm 2010, dân số của xã này là 667 người.